# Anthobothrium laciniatum
Az Anthobothrium laciniatum a galandférgek (Cestoda) osztályának Tetraphyllidea rendjébe, ezen belül a Phyllobothriidae családjába tartozó faj.

## Tudnivalók
Az Anthobothrium laciniatum tengeri galandféregfaj. A sötétcápa (Carcharhinus obscurus) egyik fő belső élősködője.

## Alfajai
Eddig 2 alfaját fedezték fel:
- Anthobothrium laciniatum brevicolle Linton, 1891
- Anthobothrium laciniatum longicolle Linton, 1891